# Nacjonalizm afrykanerski
Nacjonalizm afrykanerski (afr. Afrikaner Volkseenheid) – ideologia nacjonalistyczna, oparta na założeniu, że naród afrykanerski został powołany przez Boga do rządzenia Afryką Południową. Wyrósł on na gruncie holenderskiego kalwinizmu, który przyjął później formę kalwinizmu afrykanerskiego. Nacjonalizm afrykanerski został ugruntowany przez historię Burów, np. Wielki Trek. Po uzyskaniu przez Afrykę Południową statusu dominium Imperium Brytyjskiego zaczął przyjmować formy polityczne – w 1914 stworzono Partię Narodową, która w latach 1948–1994 sprawowała władzę. Nacjonalizm afrykanerski odegrał kluczową rolę w funkcjonowaniu polityki apartheidu.

## Mit założycielski narodu afrykanerskiego

### Początek kolonizacji europejskiej

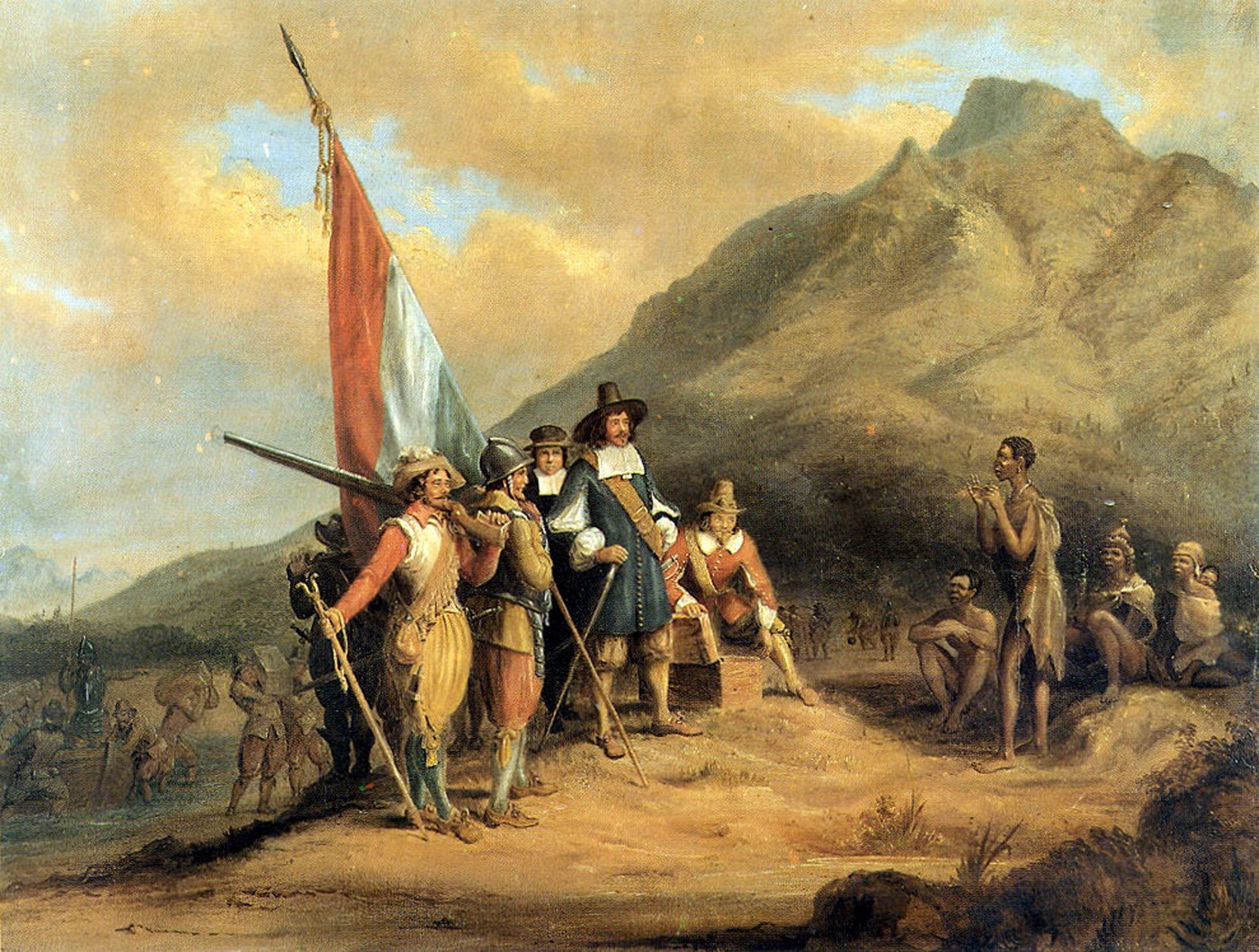
Charles Davidson Bell „Jan van Riebeeck przybywa na Przylądek”

Kolonizacja holenderska na obszarze dzisiejszego RPA rozpoczęła się w 1652, kiedy to przedstawiciel Holenderskiej Kompanii Wschodnioindyjskiej Jan van Riebeeck wylądował nieopodal Przylądka Dobrej Nadziei i założył Kapsztad. Tereny te już wcześniej były zamieszkane przez ludność Khoikhoi, co doprowadziło do starć pomiędzy tubylcami a przybyszami. Riebeeck zakazał Holendrom żenić się z autochtonami oraz rozpoczął wojny z nimi. Do kolonii zaczęli przybywać holenderscy chłopi (hol. boers). Tworzyli duże gospodarstwa, co wraz z niewielkim zainteresowaniem tym obszarem ze strony państwa oraz słabością okolicznych plemion stworzyło podwaliny założenia, iż Afryka Południowa była krajem niezamieszkanym i tym samym przeznaczonym dla Afrykanerów. Do mieszkańców kolonii nie docierały lub docierały ze znacznym opóźnieniem informacje o tym, co działo się na kontynencie europejskim podczas oświecenia, Rewolucji Francuskiej oraz wojen napoleońskich. W Afryce Południowej utrwalił się model niewolnictwa, ortodoksyjnego kalwinizmu oraz burskiej samorządności. Okres ten przerwało przejęcie kolonii przez Brytyjczyków w 1806 oraz nowe porządki przez nich zaprowadzone. Zaczęto skutecznie ściągać podatki, na nowo rozdzielono ziemie, a w 1807 zniesiono niewolnictwo. Było to sprzeczne z mentalnością Burów, wierzących w swoją wolność oraz dominację nad innymi rasami.

### Wielki trek i republiki burskie
Wobec liberalnej polityki brytyjskiej Burowie postanowili opuścić Kraj Przylądkowy i udać się w kierunku wschodnim i północno-wschodnim – rozpoczęli tzw. wielki trek. Anna Steenkamp tak uzasadniała go w swoim pamiętniku:
Postawiono niewolników na tej samej stopie, co chrześcijan, co jest przeciwne prawu bożemu i zgodnemu z porządkiem natury podziałowi na rasy i kolory skóry. Dla każdego uczciwego chrześcijanina było to tak, jakby kazano mu przyklęknąć, aby zakuć go w kajdany. Dlatego woleliśmy uciec dla zachowania naszej wiary w czystość rasy.
W czasie treku Burowie musieli walczyć z plemionami grupy Bantu, m.in. Zulusami i Xhosa. Wrogość do nich zdecydowanie wzrosła, gdy zabili oni podczas negocjacji przywódcę trekkerów, Pieta Retiefa. 16 grudnia 1838 nowy lider, Andries Pretorius, wraz 465 towarzyszami, stoczył zwycięską bitwę z dziesięciotysięczną armią Zulusów. W efekcie trwającej prawie 20 lat wędrówki na północ od rzeki Oranje utworzono dwa niepodległe państwa burskie – Republikę Południowoafrykańską, później znaną jako Transwal, oraz Wolne Państwo Orania. Oba one były w całości rządzone przez białych – art. 9 konstytucji Transwalu z 1858 głosił, że „mieszkańcy nie akceptują jakiegokolwiek zrównania praw białych i kolorowych, czy to w sprawach kościoła, czy państwa”. Zarówno Wielki trek, jak i ustanowienie republik burskich, stały się jednym z ważniejszych elementów burskiej świadomości narodowej. Często przyrównywano je do wyjścia Izraelitów z Egiptu i podboju Kanaanu. Walka o ziemię miała usankcjonować prawo Burów do niej. Samorządność państw Afrykanerów stała się źródłem rozwiniętej w latach późniejszych idei państwa narodowego Burów (afr. Volkstaat). Na tej bazie powstał etos białych pionierów Afryki Południowej, walczących z plemionami Bantu i jadącymi przez pustkowia na tzw. wolich wozach (afr. Ossewa). Do tego mitu odnosił się często Paul Kruger, prezydent Transwalu, by uprawomocnić swoje rządy. Wielki trek zmienił również styl życia Burów – z farmerów stali się oni ludźmi stale podróżującymi. Kazimierz Nowak opisał to w jednym ze swoich listów z podróży po Afryce:
Ot, całkiem po prostu farmer taki, obrobiwszy swe pole, zaprzęga wóz, ładuje na niego cały swój majątek i jedzie przez miesiąc czy nawet kilka, aby odwiedzić swoją córkę lub jedynie po to, by zobaczyć, co się na świecie dzieje, bo przecież na miejscach wyprzęgowych spotyka się ludzi z całej Afryki Południowej – i z Angoli, i z Mozambiku, i z obu Rodezji, nie licząc tych bliskich z Transwalu, Natalu czy z Kraju Przylądkowego.

### Wojny burskie

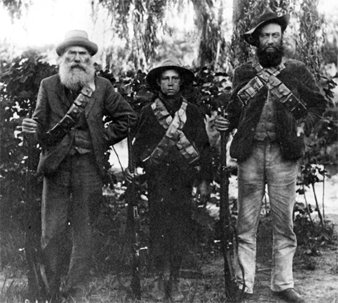
Słynne zdjęcie z okresu II wojny burskiej – (od lewej) P.J. Lemmer, D.L. Botha, C.I. Pretorius, żołnierze afrykanerscy

Do upadku Wolnego Państwa Oranii i Transwalu przyczyniło się odkrycie złóż złota i diamentów w latach 60., 70. i 80. XIX wieku zaczęto odkrywać w różnych miejscach (przede wszystkim w paśmie górskim Witwatersrand) w obu państwach pokłady złota i diamentów. Doprowadziło to do napływu zarówno zorganizowanego kapitału brytyjskiego, jak i indywidualnych kopaczy (nazwanych uitlanderami). Byli oni traktowani z niechęcią przez rodowitych mieszkańców, ciągle trudniących się przede wszystkim uprawą i hodowlą bydła. Wielka Brytania dążyła do pozbawienia suwerenności państw burskich, a tym samym do uzyskania kontroli nad ich bogactwami naturalnymi. Doprowadziło to do dwóch wojen pomiędzy Wlk. Brytanią a Transwalem i Wolnym Państwem Oranii, tzw. wojen burskich. II wojna burska, rozgrywająca się w latach 1899–1902, doprowadziła do aneksji Transwalu i Wolnego Państwa Oranii. Oznaczało to konieczność podporządkowania się konserwatywnych Burów imperium, z którego wyemigrowali siedemdziesiąt lat wcześniej. Zaczęli więc umacniać swoją świadomość narodową, zbudowaną na wspólnej historii, kulturze, języku i wyznaniu. Oznaczało to radykalizację ich światopoglądu i eksponowanie krzywdy, doznanej ze strony Brytyjczyków. Rozpoczęto również na nowo starania, aby odbudować niepodległy kraj Afrykanerów.

### Rola kalwinizmu afrykanerskiego w budowie świadomości narodowej Burów
Afrykanerzy uznawali siebie za predestynowanych do rządzenia Afryką Południową, gdyż to oni byli jedynymi chrześcijańskimi mieszkańcami tych ziem. Mieli sprawować władzę nad ludami tubylczymi, które zostały w ich mniemaniu pozbawione Bożej łaski. To przeświadczenie stanowiło podstawę do rozwoju rasistowskiego podejścia Burów do czarnoskórych mieszkańców Afryki Południowej. Kalwinizm afrykanerski stanowił również spoiwo narodu afrykanerskiego w przełomowych momentach jego historii. W czasie wędrówek Wielkiego treku Afrykanie mieli ze sobą egzemplarze Biblii (obecnie niektóre z nich prezentowane są w Voortrekker Monument). W republikach burskich kalwinizm afrykanerski był wyznaniem przeważającym. W efekcie stał się on podstawą afrykanerskiego nacjonalizmu i separatyzmu.

## Nacjonalizm afrykanerski jako ideologia polityczna

### Lata 1910–1948

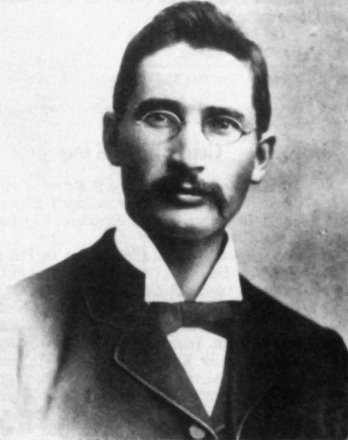
James Barry Munnik Hertzog, przywódca Partii Narodowej w latach 1914–1934

Po upadku republik burskich nacjonalizm afrykanerski zaczął przyjmować formy zorganizowane. Zaczęły powstawać partie polityczne, np. Het Volk w Transwalu. Rozpoczęto również kampanię na rzecz uznania afrikaans za język urzędowy. 31 maja 1910 połączono wszystkie kolonie na terenie brytyjskiej Afryki Południowej w nowe dominium – Związek Południowej Afryki. Oznaczało to, że uzyskał on szeroką autonomię wewnętrzną. Władzę w nim uzyskali biali, a w szczególności Burowie – premierem państwa został Louis Botha, generał z okresu wojen burskich. Z życia publicznego zaczęto wykluczać osoby innej rasy niż biała, które, na podstawie Ustawy o ziemi tubylczej z 1913, miały zamieszkać w osobnych rezerwatach, Związek Afryki Południowej miał być bowiem państwem białych. W 1914 powstała Partia Narodowa pod przewodnictwem późniejszego premiera Jamesa Barry’ego Munnika Hertzoga. Głosiła ona rozluźnienie związków z metropolią i osobny rozwój ras zamieszkujących ZPA. Kładziono również nacisk na odrębność kulturową Afrykanerów, np. poprzez kampanie na rzecz zastąpienie urzędowego holenderskiego przez afrikaans. Te nacjonalistyczne hasła znalazły posłuch wśród Burów i dzięki ich głosom NP zwyciężyła w wyborach parlamentarnych w 1924. W 1931 parlament brytyjski oraz parlamenty dominiów (w tym parlament ZPA, zdominowany przez posłów NP) przyjęły Statut Westminsterski, dający dominiom pełną niepodległość i tworzący Commonwealth – stanowiło to częściowe ziszczenie się dążeń niepodległościowych Burów. W czasie rządów w partii narodziła się skrajnie nacjonalistyczna frakcja pod przewodnictwem Daniela F. Malana (kalwińskiego duchownego i redaktora pisma Die Burger), która, gdy NP połączyła się z Partią Południowoafrykańską Jana Ch. Smutsa i utworzyła centrową Partię Jedności, przekształciła się w osobne ugrupowanie – Oczyszczoną Partię Narodową. Przyjęła ona za program zradykalizowaną wersję pierwotnego programu NP. Żądała ona pełnej suwerenności od Wlk. Brytanii, czyli utworzenia republiki z własną głową państwa oraz wystąpienia z Brytyjskiej Wspólnoty Narodów, oraz pełnego rozdziału ras. W 1939 przeciwstawiała się przystąpieniu ZPA do wojny z III Rzeszą i po cichu popierała sabotaż rządów Jana Smutsa przez nacjonalistyczne organizacje paramilitarne, przede wszystkim Ossewabrandwag. Dzięki temu partia Malana stała się najsilniejszą partia prawicową w ZPA, reprezentującą niezadowolony z probrytyjskich rządów Smutsa elektorat afrykanerski.
W 1938 roku powstała afrykanerska Ossewabrandwag i bojówki Stormjaers. Partia była pod wpływami NSDAP, a w czasie II wojny światowej opowiadała się przeciwko współpracy ZPA z Wielką Brytanią. Po zamachach terrorystycznych przeprowadzonych przez jej członków, niektórzy z jej przywódcy trafili do aresztów, ale partia nigdy nie została oficjalnie zdelegalizowana. Po 1945 roku, kilku byłych członków ruchu weszło w skład dyktatury apartheidu. Grupa została wchłonięta przez Partię Narodową. Były bojówkarz partii Balthazar Johannes Vorster, w latach 1966–1978 pełnił funkcję premiera RPA.

### Okres apartheidu: lata 1948–1994
Oczyszczona Partia Narodowa, odwołując się bezpośrednio do założeń nacjonalizmu afrykanerskiego, wygrała wybory parlamentarne w 1948, a premierem został Malan. Partia głosiła program jawnie rasistowski i domagała się poszerzenia segracj rasowej i budowy ustroju apartheidowskiego. Jego rząd, jak i rządy jego następców: Johannesa G. Strijdoma oraz Hendrika F. Verwoerda, ucieleśniały ideały burskich nacjonalistów. Poprzez akty prawne dyskryminujące ludność niebiałą, np. zakaz mieszanych małżeństw czy Ustawę o przepustkach, a przede wszystkim projekt bantustanów, nowa władza realizowała program ZPA jak kraju jednorodnego rasowo. Każdy naród miał zamieszkiwać osobne państwo, co miało w teorii zapobiec dyskryminacji i konfliktom na tle etnicznym, a w praktyce w pełni usankcjonować rządy rasy białej na większości terenów ZPA. W latach 1948–1960 przeprowadzono również szereg zmian prawnych, przecinających więzy ZPA i dawnej metropolii. Uwieńczeniem tego procesu było referendum w 1960, które miało zadecydować, czy kraj ma przekształcić się w pełni niepodległy kraj. W rezultacie wyniku pozytywnego, 31 maja 1961 powstała Republika Południowej Afryki. Niepodległość oraz sukcesy polityki apartheidu doprowadziły do wzmocnienia się nacjonalizmu Afrykanerów. Pod koniec lat 70. stanął on jednak wobec narastania oporu organizacji ludności czarnej (m.in. Afrykańskiego Kongresu Narodowego czy Południowoafrykańskiej Partii Komunistycznej), brakiem poparcia ze strony bloku państw zachodnich oraz erozją w łonie samych nacjonalistów. Zaczęły pojawiać się ugrupowania białych zwalczające apartheid, np. Zjednoczony Front Demokratyczny i Federalna Partia Rozwoju, oraz takie, które uznawały politykę NP za zbyt liberalną, m.in. Afrykanerski Ruch Oporu. W 1983 przeprowadzono referendum, w którym dokonano wzmocnienia władzy wykonawczej poprzez likwidację urzędu premiera i przekazanie jego uprawnień prezydentowi (to stanowisko objął wówczas dotychczasowy premier Pieter W. Botha). Równocześnie jednak dopuszczono do współdecydowania o kraju w ramach parlamentu trójizbowego reprezentantów ludności kolorowej oraz pochodzenia azjatyckiego. Stopniowe reformy przeprowadzane przez NP i rząd Bothy oraz destabilizacja sytuacji w kraju doprowadziły do radykalizacji poglądów prawicowego skrzydła Afrykanerów, które czuło się zagrożone przez zmieniające się uwarunkowania. Nacjonalizm burski zaczął przyjmować formy zbrojne – na początku lat 90., gdy likwidowano ostatnie bariery rasowe i pozostałości polityki segregacji, Afrikaner Weerstandsbeweging pod wodzą Eugène Terre’Blanche’a dokonywał zbrojnych ataków na obiekty i funkcjonariuszy rządu Frederika W. de Klerka, m.in. aktywnie uczestniczyły w zamieszkach przeciw policji 9 sierpnia 1993 w Ventersdorpie.

### Lata 1994 do dziś

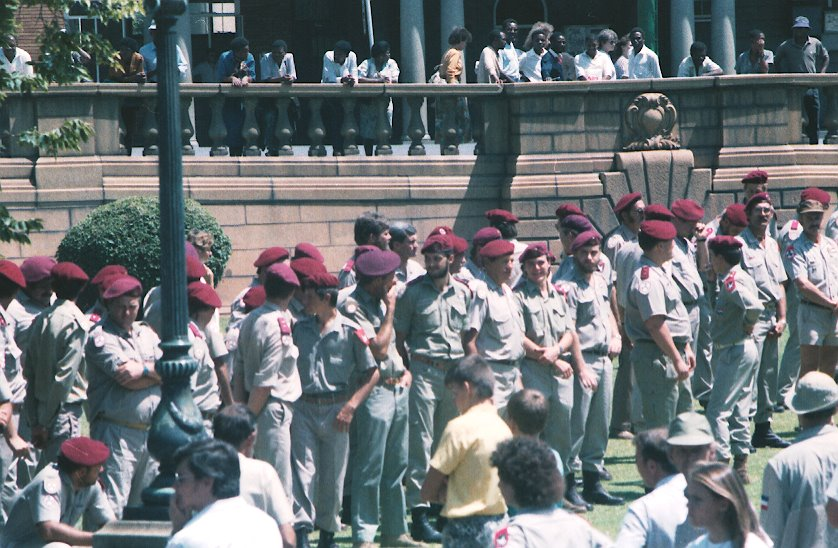
Wiec AWB w Pretorii w 1990

Wobec zmian ustrojowych i społecznych, jakie zaszły w Południowej Afryce po 1994, nacjonalizm afrykanerski przyjął postawę nieprzychylną jako zamach na sprawiedliwie ustanowiony porządek. Utrata władzy sprowadziła ludność białą, a w szczególności Afrykanerów, najsilniej identyfikujących się z systemem apartheidu, do marginesu życia politycznego. Nadreprezentacja ludności czarnej na rynku pracy doprowadziła do pauperyzacji białych, dochodziło również do mordów na burskich farmerach. Wszystkie te czynnik doprowadziły nacjonalizm afrykanerski do nowego przełomu. Zwrócił się on przeciwko idei wielokulturowej Afryki Południowej na rzecz afrykanerskiego państwa narodowego, które, zgodnie z prawem narodów do samostanowienia, zapewniłoby Burom pełnię swobód i możliwość rozwoju. Eugene Terre’Blanche, przywódca AWB oraz czołowy przedstawiciel współczesnego nacjonalizmu afrykanerskiego, powiedział:
[Samostanowienie] jest jedną z głównych wartości demokracji, możliwością rządzenia samym sobą. Nie chce się jej nam dać. Nie jesteśmy ludźmi wolnymi. Mamy wszystko, co naród winien mieć, poza ziemią, którą możemy nazwać własną.
Jednocześnie nowi nacjonaliści odcinają się od rasistowskiej przeszłości tej ideologii:
Zawsze byłem kreowany na rasistę, kogoś, kto nienawidzi osób rasy czarnej. Wcale tak nie jest. Dorastałem przy nich. Po prostu wiem, że jest wiele różnic pomiędzy rasą białą a czarną i zawsze będę o tym przekonany.
Ideę Volkstaat zaczerpnięto z okresu niepodległości republik burskich, do których etosu organizacje nacjonalistyczne często się odwołują. Nowy nacjonalizm afrykanerski kładzie nacisk na niesprawiedliwość, która spotyka naród afrykanerski, oraz jego wyjątkowość.